# Habib Bougatfa
Habib Bougatfa, de son nom complet Mohamed Habib Bougatfa (arabe : محمد الحبيب بوقطفة), né en 1906 et décédé le 5 mai 1943, est un militant tunisien qui s'est illustré par son rôle dans le mouvement national dans les années 1930 et 1940, plus particulièrement dans les évènements de Bizerte en 1938 et au sein du mouvement moncéfiste.

## Jeunesse et formation
Habib Bougatfa est le fils de Mohamed Bougatfa, couturier et membre fondateur d'une association caritative. Le jeune Bougatfa suit une éducation traditionnelle à l'école coranique ; c'est à cette époque qu'il fait connaissance avec Hassan Nouri avec lequel il militera. Par la suite, il part poursuivre ses études à la Zitouna de Tunis, alors le fief du mouvement du Destour dont les thèses séduisent Bougatfa.

## Activiste destourien des années 1930
De retour à Bizerte, Habib Bougatfa prend part aux activités du Destour dans la ville. Le 2 mars 1934, il participe au congrès de Ksar Hellal qui voit la scission du Destour et l'émergence d'un nouveau mouvement, le Néo-Destour, plus revendicatif et conduit par Habib Bourguiba. Bougatfa fait alors partie des sécessionnistes ; il devient le chef de la cellule néo-destourienne de Bizerte.
Le 3 janvier 1935, Habib Bougatfa est arrêté par les autorités coloniales et contraint à l'exil forcé à Ben Gardane, dans le sud de la Tunisie, où il passe sept mois. En dépit de sa situation d'exilé, il participe à des réunions politiques pour sensibiliser les habitants à la cause nationaliste et entretient une correspondance avec les militants de Bizerte. Les autorités coloniales l'envoient alors à Bordj le Bœuf où sont détenus les leaders du mouvement nationaliste. Il en est libéré le 23 avril 1936.
Revenu à Bizerte, Bougatfa prend une part active à l'organisation des activités du Néo-Destour, avec la création de nombreuses cellules. Lui-même est président d'une cellule et secrétaire général de la fédération régionale. À la même époque, il est membre du conseil national du parti ; il représente alors la tendance dure décidée à rompre avec la France. Rapporteur général au congrès national du Néo-Destour qui se tient du 30 octobre au 2 novembre 1937, il s'oppose au docteur Mahmoud El Materi en préconisant l'opposition systématique aux autorités françaises.
Le 8 janvier 1938, Habib Bougatfa est en tête d'une manifestation nationaliste à Bizerte pour protester contre l'exil forcé de Hassan Nouri. La manifestation dégénère en affrontements sanglants qui font six morts et trente blessés parmi les manifestants. Les autorités décident alors de l'arrêter. Il est condamné aussi bien pour sa participation aux incidents de Bizerte que pour des troubles survenus à la ville voisine de Mateur ; il est aussi inculpé et condamné pour complot contre la sûreté de l'État à la suite des événements du 9 avril 1938. Il est emprisonné puis placé en résidence surveillée à Trets dans le sud de la France avec d'autres leaders nationalistes.

## Période moncéfiste
En 1942, Habib Bougatfa est libéré de Trets par les Allemands et regagne la Tunisie en passant par l'Italie. Avec l'occupation allemande, Habib Bougatfa adhère aux positions de Moncef Bey qui pense que le contexte de la Seconde Guerre mondiale et la défaite de la France en 1940 constitue un moment propice pour augmenter la pression sur la puissance coloniale et envisager l'émancipation de la Tunisie. Avec la reprise de la Tunisie par les alliés, Moncef Bey est contraint à l'exil et ses partisans, dont Bougatfa fait partie, sont traqués car soupçonnés de collusion avec les autorités allemandes pendant l'occupation. Bougatfa quitte alors la Tunisie pour se réfugier en Italie par voie maritime. Au cours de la traversée, il est mortellement blessé le 5 mai 1943 par les tirs d'un avion allié qui attaque le bateau sur lequel il a embarqué.
En hommage à Habib Bougatfa, une avenue de Bizerte, un jardin public, un collège ainsi qu'un hôpital de la ville portent son nom.